# Эмок
Эмок (Emok, Toba, Toba-Emok) — мёртвый индейский язык, который принадлежит маскойской семье языков, на котором раньше говорил народ с одноимённым названием, который проживает на востоке региона Чако, около региона Асунсьон, в Парагвае.